# Guillaume Crespin V.
Guillaume Crespin (V.) genannt  Le Jeune (* um 1245/46; † 26. August 1313) war ein französischer Adliger, Militär und Marschall aus dem Haus Crespin.

## Leben
Guillaume Crespin (V.) war der Sohn von Guillaume Crespin (IV.), Baron du Bec-Crespin, und Amicie de Roye, Tochter von Barthélemy de Roye.
Er war Baron du Bec-Crespin, de Dangu, d’Étrépagny, de Lisors, de Neauphle et de Varenguebec.
1262 war er erblicher Connétable von Normandie. Gemeinsam mit dem Erzbischof von Auch war er Commissaire pour la Réformation du Royaume és Bailliages von Amiens, Lille und Tournai.
Er nahm am Siebten Kreuzzug von 1270 teil.
In einem Dokument von 1283 wird er als Marschall von Frankreich für Poitou und Auvergne bezeichnet, den Titel bekam er um 1282 als Nachfolger von Raoul d’Estrées.

## Ehe und Familie
Er heiratete um 1262 Jeanne de Mortemer († vor 1271), Baronne de Varenguebec, Dame de La Luthumière et du Bec de Mortemer, einzige Tochter von Guillaume de Mortemer, Baron de Varenguebec, Connétable von Normandie. Ihre Kinder waren:
- Guillaume Crespin (VI.) († 26. August 1333), Baron du Bec-Crespin, d’Étrepagny, de Varenguebec etc., Connétable von Normandie; ⚭ Mahaut de Bommiers[4] († nach 1330), Dame de Tournanfuye et de Villebéon, Tochter von Thibaut und Marguerite de Villebéon
- Jean Crespin (* um 1268; † 10. Dezember 1333), Seigneur de Dangu, de Mauny et de Lisores; ⚭ Jeanne Bertrand, genannt Tesson, Dame de Thury